# Ореус, Густав Максимович
Густав Максимович Ореус (швед. Gustaf Orræus, 1738—1811) — русский военный врач.

## Биография
Родился 20 августа 1738 года в Финляндии, близ крепости Вильманстранд, ныне г. Лаппеэнранта. Его отец в то время служил проповедником при церкви в Тайпалсаари, где Густав Ореус и провёл свои детские годы. Получив под руководством отца тщательное первоначальное образование, он на шестнадцатом году отправился в Або, где стал посещать университетские лекции. Но уже 26 мая 1755 года он поступил вольнослушателем в медицинскую школу при в Санкт-Петербургском генеральном сухопутном госпитале и уже 30 сентября того же года по экзамену был произведён в подлекари, а спустя полтора года (27 февраля 1757 года) в лекари. Уже в 1754 году было издано его ботаническое сочинение «Adumbratio florae».
С 1757 года служил в российской армии, участвовал в Семилетней войне: в мае он был командирован в 5-й Мушкетерский полк обсервационного корпуса, а спустя два года, по расформировании обсервационного корпуса его перевели в Бутырский полк, в котором он оставался почти до окончания войны; 21 июня 1762 года он был причислен к петербургскому физикату, «в помощь физическим делам»; спустя несколько месяцев (13 марта 1763 г.) был назначен оператором в Санкт-Петербургском генеральном адмиралтейском госпитале; преподавал хирургию и практическую анатомию при госпитальной школе. Воспользовавшись Высочайшим указом, 9 июня 1764 года данным Медицинской коллегии, в силу которого последняя имела право выдавать по экзамену докторский диплом, Ореус в 1765 году сдал докторский экзамен. Таким образом он стал первым в России врачом, получившим степень доктора медицины по экзамену, не учившись за границей. Диплом доктора медицины ему был выдан лишь 2 августа 1768 года.
В 1769 году во время русско-турецкой войны 1768—1774 годов он был назначен генерал-штаб-доктором во 2-ю армию и с 25 декабря был медиком в свите фельдмаршала графа П. А. Румянцева; в этой должности ему пришлось принять деятельное участие в борьбе с чумой, свирепствовавшей тогда в Молдавии и Валахии. Ореус разработал систему противочумных мероприятий, которые позволили предотвратить развитие эпидемии в войсках и сохранить их боеспособность.
В 1771 году он был послан для борьбы с эпидемией чумы в Москву. В Москве он вступил в конфликт с Шафонским, не признавая чумного характера эпидемии, но дальнейший ход её скоро подтвердил справедливость утверждений Шафонского.
С 31 марта 1772 года он был определён в штат Санкт-Петербургской полиции, а 15 октября того же года последовал Высочайший указ о назначении Ореуса московским штадт-физиком. С 10 июля 1775 года он состоял в чине коллежского советника, дослужившись позднее до статского советника.
В 1776 году он отказался от врачебной деятельности и поселился в своем имении Лемболово близ Петербурга, где занялся сельским хозяйством и напечатал много статей в «Трудах Вольно-экономического общества», в числе которых было сочинение «Descriptio pestis, quae anno 1770 in Jassia et 1771 in Moscua grassata est» («Описание чумы, которая в 1770 году в Яссах и в 1771 году в Москве господствовала») (СПб., 1784).
В 1806 году Ореус был избран членом Медицинского совета, в 1808 году — одним из непременных членов Санкт-Петербургской медико-хирургической академии и, несмотря на свой преклонный возраст, около двух лет исполнял эту должность. 17 февраля 1811 года по личному прошению уволен в отставку с пожалованием в чин статского советника.
Скончался 1 (13) сентября 1811 года. Похоронен на Волковском лютеранском кладбище вместе с Анной фон Ореус (20.09.1747—24.09.1817).